# Glyphoderma
Glyphoderma is een geslacht van uitgestorven placodonte reptielen uit het Midden-Trias van China. Het verschilt van zijn verwante Psephochelys doordat het drie, in plaats van één gefuseerde osteodermen op het achterste schedeloppervlak heeft. Anders is het in de meeste opzichten vergelijkbaar met de andere placochelyiden die in China worden gevonden. De naam komt van het Griekse 'γλυφος', 'sculptuur' en 'δερμα', 'huid', verwijzend naar de unieke structuur van het schild. De soortnaam eert Kang Ximin.
Het holotype ZHNM M 8729, een bijna compleet skelet, werd in 2008 gevonden in Fuyuan, in de provincie Yunnan in Centraal China in de Falang-formatie. Het wordt bewaard in een dik blok kalksteen, en dus is de buikzijde niet goed bekend. De totale lengte is 873 millimeter.

## Beschrijving

### Schedel
De schedel van Glyphoderma heeft de vorm van een gelijkbenige driehoek, met een lang smal rostrum. De schedel is 110,6 millimeter lang en 83,7 millimeter breed. Er zijn drie grote osteodermen die aan elke zijde van de schedel zijn gefuseerd met de boog onder het slaapvenster, die naar achteren uitsteken. De beennaad tussen het bovenkaaksbeen en het jukbeen bevindt zich onder het achterste deel van de oogkas. De premaxilla heeft een kleiner achterste uitsteeksel dan in Placochelys en bereikt alleen het neusgat, terwijl die van Placochelys de oogkas bereikt. De meeste andere schedelbeenderen zijn volledig versmolten, waardoor Glyphoderma een zeer sterke schedel heeft. De slaapvensters zijn ongeveer twee keer zo groot als de oogkassen, 37,3 millimeter lang in plaats van 25,9 millimeter. Er zijn twee stompe tanden in het achterste deel van het dentarium, maar het grootste deel van het dentarium heeft helemaal geen tanden zoals bij de andere placochelyiden.

### Rugschild
Het pantser, bestaande uit meer dan vierhonderd osteodermen, is ruwweg cirkelvormig maar met kleine uithollingen aan de voor- en achterkant om de nek en staart iets meer te laten bewegen. Het bovenvlak is licht bolvormig en heeft een ondiepe lengtegroef langs de middenlijn. De uitholling aan de achterkant is biconcaaf in plaats van eenvoudig hol en legt alleen het bekken bloot. De voorste uitholling is meer open dan die van Psephochelys. De osteodermen waaruit het pantser bestaat, zijn vijfhoekig of zeshoekig en zijn stevig gehecht maar niet samengesmolten zoals bij Psephochelys. Aan de rand van het pantser zijn ze meer geïsoleerd en zijn ze weggedreven van hun oorspronkelijke posities. Het pantser is met 262 millimeter iets breder dan lang (242,8 millimeter). Er zijn twee enigszins vergrote osteodermen, één aan weerszijden van de anterieure uitholling, maar deze hebben niet de vorm van een klein bultje en zijn veel kleiner dan die bij Psephochelys. Alle osteodermen zijn zeer bolvormig en hebben radiale groeven en richels die zeer diep of zeer hoog zijn, vandaar de geslachtsnaam. Ze hebben ook veel kleine putjes.

### Wervels en staart
Glyphoderma heeft vijf of zes halswervels, die allemaal erg afgeplat en breed zijn, met lage doornuitsteeksels. Onder het schild is slechts één ruggenwervel te zien. Er zijn vier sacrale wervels, met distaal verbrede pleurapophysen die een foramen omsluiten tussen elk paar. Vierendertig staartwervels zijn bewaard gebleven, hoewel sommige kunnen ontbreken, en de eerste drie hebben dwarsuitsteeksels.

### Voorpoten
Alleen het distale uiteinde van elk schouderblad wordt onthuld door het pantser, maar de opperarmbeenderen zijn goed bewaard en blootgelegd, met een lengte van 65,7 millimeter. Het distale uiteinde van elk opperarmbeen is verbreed, met een vlakke driehoekige holte aan de dorsale zijde en een open ectepicondylaire groef langs de voorste rand. De ellepijp en het spaakbeen zijn van zeer vergelijkbare lengten (respectievelijk 39,5 en 40,8 millimeter), maar het spaakbeen is veel dikker. Beide uiteinden van het spaakbeen hebben een verlaging op het dorsale oppervlak. Er zijn vijf ossificaties in de pols, maar de hand is zeer slecht bewaard gebleven en er is bijna niets van bekend.

### Achterpoten
Het dijbeen is aan beide uiteinden verbreed, maar heeft een korte schacht (slechts 59 millimeter). De ruimte tussen het scheenbeen en het kuitbeen is erg groot omdat het scheenbeen een rechte binnenrand en een holle buitenrand heeft. Ze zijn ongeveer even lang (47,5 millimeter kuitbeen, 49,4 millimeter scheenbeen). Het hielbeen en het sprongbeen vormen een holte waar het distale uiteinde van het scheenbeen in past. Er zijn vier andere voetbeentjes en vier middenvoetsbeentjes, maar het is erg moeilijk om de formule van de teenkootjes te bepalen vanwege de slechte conservering van de voet.